# Afanàssovo (Múrom)
|  | Per a altres significats, vegeu «Afanàssovo». |

Afanàssovo (en rus: Афанасово) és un poble de l'óblast de Vladímir, a Rússia, segons el cens del 2012 tenia 143 habitants. Pertany al districte municipal de Múrom.